# Отмостка
Отмо́стка — водонепроницаемое покрытие вокруг здания — бетонная или асфальтовая полоса, проходящая по периметру здания, с уклоном в направлении от здания. Уклон отмосток должен быть не менее 1 % и не более 10 %.
Предназначена для защиты фундамента от дождевых вод и паводков.

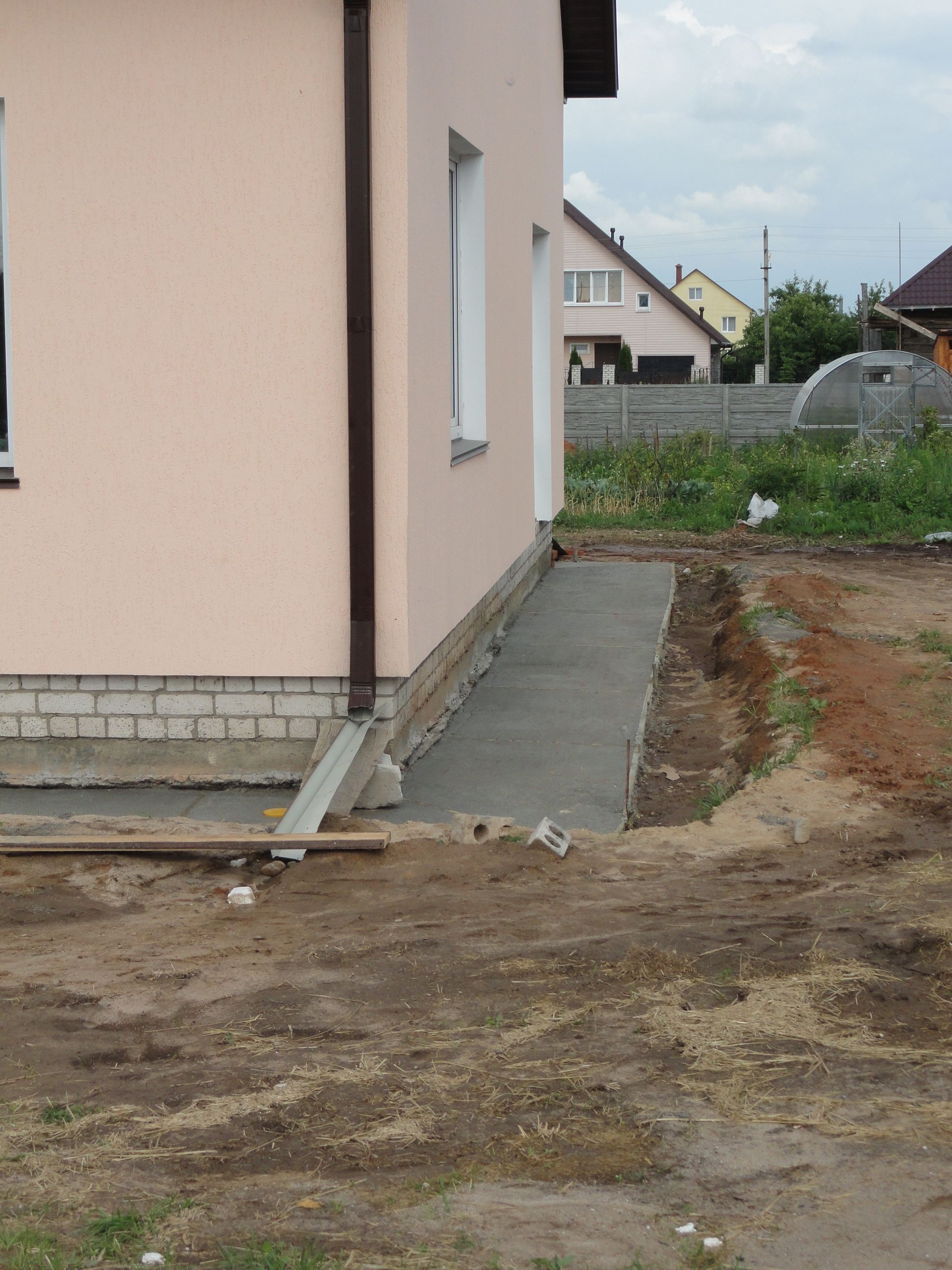
Отмостка

Отмостку вокруг здания обустраивают независимо от вида фундамента, обустройство отмостки входит в перечень обязательных мероприятий, предотвращающих намокание грунта у основания здания.
Основное назначение отмостки —  для предотвращения подмачивания талыми и дождевыми водами грунта под фундаментами, вызывая их проседание; защита фундамента от намокания грунта, который при насыщении влагой частично теряет несущие свойства.
Также отмостка служит элементом ландшафтного дизайна, является частью облика дома.
В качестве материала для обустройства отмостки обычно используют бетон, мелкоштучное полужесткое или щебеночное покрытие.
Ширина отмостки зависит от типа грунта и выноса карнизных свесов крыши, но не менее 100 см.
ГОСТа по устройству отмостки на 2023 год нет. Отдельные требования есть в «СНиП III-10-75 Благоустройство территорий». 